# Hemidactylus pieresii
Espèce
Hemidactylus pieresii est une espèce de geckos de la famille des Gekkonidae.

## Répartition
Cette espèce est endémique du Sri Lanka.

## Publication originale
- Kelaart, 1852 : Ceylon Reptiles. Prodomus Faunae Zeylanicae, Colombo, vol. 1, part. 3, p. 143-187.